# Антонович, Катерина Михайловна
Катерина Михайловна Антонович (рожд. Серебрякова, укр. Катерина Михайлівна Антонович (Серебрякова); 23 октября 1884 — 22 февраля 1975) — украинский художник, иллюстратор детских книг и профессор истории искусств. Вела активную деятельность в украинских женских и общественных организациях.

## Биография
Катерина Серебрякова родилась в 1884 году в Харькове. Училась в Харьковском государственном художественном училище, но не окончила его. Позже она поступила на естественнонаучный курс в Первый Санкт-Петербургский государственный медицинский университет имени Павлова (тогда Женский медицинский институт) и проучилась четыре года. Интересуясь украинской политикой с раннего возраста, она стала членом Украинской революционной партии (РУП). После замужества с Дмитрием Антоновичем она переехала в Киев, где посещала занятия у художников Василия Кричевского и Михаила Бойчука в Национальной академии изобразительного искусства и архитектуры . Позже преподавала рисование в пединституте имени Ржищева и иллюстрировала несколько детских книг.
В 1923 году с мужем и детьми Марко, Михаилом  и uk, Антонович эмигрировала в Прагу, где продолжила художественное обучение в Украинской студии пластических искусств (известной как Украинская академия). В 1927 году начала работать в Музее освободительной борьбы Украины в Праге. Она работала там до 1944 года, а в феврале следующего года музей подвергся бомбардировке ВВС США, которые думали, что бомбят немецкий город Дрезден. Она помогала редактировать детский журнал «Нашим дитям» ( «Для наших детей ») и возглавляла комитет Украинского детского приюта в Подебрадах с 1929 по 1939 год  Антонович выставляла свои работы в Праге, Берлине и Риме.
В 1917 году вместе с мужем Дмитрием Антонович редактировала детский журнал «Волошки» ( «Васильки» ).
Антонович написала серию портретов деятелей культуры, в том числе Бернарда Беренсона, Михаила Грушевского, Николая Садовского и Тараса Шевченко .
В 1954 году Антонович создал альбом украинских народных костюмов под названием «Украинский народный костюм», изданный Украинской женской организацией Канады. В альбоме описаны народные костюмы, которые носят украинки в Украине и за рубежом. Антонович проиллюстрировал каждую часть костюма, включил образцы одежды казачьей эпохи и предложил краткую историческую справку об украинской культуре.
Антонович оформлял иллюстрации для журнала « Веселка » и редактировал переводы различных сказок. В сентябрьском номере журнала «Веселка» за 1955 год появились ее иллюстрации к стихотворению «Два солнца». В статье Антонович упоминается как бабушка и благодарится за ее труд:
Госпожа Антонович любит украинских детей, и мы, дети, благодарим нашу дорогую бабушку за ее иллюстрации и сказки. Нам было очень интересно узнать о журнале нашего детства «Волошки». Желаем Екатерине Антонович долгих лет жизни в здравии и радости! 
Портреты и пейзажи Антоновича выставлялись в Канаде и США .
В Библиотеке и архивах Канады есть фонд Екатерины Антонович. Архивный номер — R4695.